# لیو مورگان
جیانا جین ددیو (به انگلیسی: Gionna Jene Daddio)، بازیگر و کشتی‌گیر حرفه‌ای آمریکایی است. او در حال حاضر با کمپانی دبلیودبلیوئی قرارداد داشته و در برند راو فعالیت می‌کند. او سابقا دو بار قهرمان عنوان قهرمانی جهانی زنان و ۴ بار قهرمان عنوان قهرمانی تگ تیم زنان دبلیودبلیوئی نیز شده است.
در سال ۲۰۱۴، ددیو با دبلیودبلیوئی قرارداد امضاء کرد و در برند آموزشی این شرکت یعنی ان‌اکس‌تی با نام لیو مورگان شروع به فعالیت کرد. او در سال ۲۰۱۷ وارد برندهای اصلی شد و به‌همراه روبی رایت و سارا لوگان، گروه سه نفره رایت اسکواد را تشکیل دادند، گروهی که تا درفت سال ۲۰۱۹ وجود داشت. در سال ۲۰۲۲، مورگان برنده مسابقه مانی این د بنک شد و در همان شب، با کش کردن کیفش بر روی راندا روزی، قهرمان عنوان زنان اسمک‌داون شد.

## اوایل زندگی
جیانا جین ددیو در ۸ ژوئن ۱۹۹۴ در موریس‌تاون، نیوجرسی به دنیا آمد و در الموود پارک، نیوجرسی بزرگ شد. او زمانی که هنوز به دنیا نیامده بود پدرش را از دست داد. او چهار برادر بزرگتر و یک خواهر بزرگتر و یک خواهر کوچکتر دارد. بعد از درگذشت پدرش، مادر جیانا به تنهایی مسئولیت بزرگ کردن هفت فرزند خود را بر عهده گرفت. جیانا یک طرفدار قدیمی کشتی حرفه‌ای است و از کودکی همراه با برادرانش در حیاط خانه خود به کشتی مشغول بودند. او لیتا و شاون مایکلز را به عنوان کشتی‌گیران مورد علاقه‌اش انتخاب کرده بود. او این مسابقات را به عنوان عامل اصلی برای ورود خود به کشتی حرفه‌ای اینگونه توصیف کرده است:
”من به طور واقعی حرکات "پدگری" و "پاوربامب" را به گونه‌ای انجام می‌دادم که انگار این شغل من است. همیشه خودم را تصور می‌کردم که لیتا هستم. تمام دیواها بسیار جذاب و زنانه بودند، اما من یک دختر پسر وار بودم و لباس‌های خوبی نداشتم. وقتی می‌دیدم لیتا با شلوارهای پهن و کفش‌های ورزشی در مقابل پسران کشتی قرار می‌گیرد، فکر می‌کردم او بهترین چیزی است که تاکنون دیده‌ام. من با او ارتباط برقرار کردم.“
ددیو در گذشته به عنوان یک رهبر تشویق در مسابقات گروهی در دبیرستان خود فعالیت می‌کرد. قبل از ورود به دبلودبلیوای، او در یک رستوران زنجیره‌ای به نام "هوترز" به عنوان پیشخدمت و مدل کار می‌کرد.

## دوران کشتی حرفه ای

### کمپانی دبلودبلیوای

#### بخش ان.اکس.تی (۲۰۱۴–۲۰۱۷)

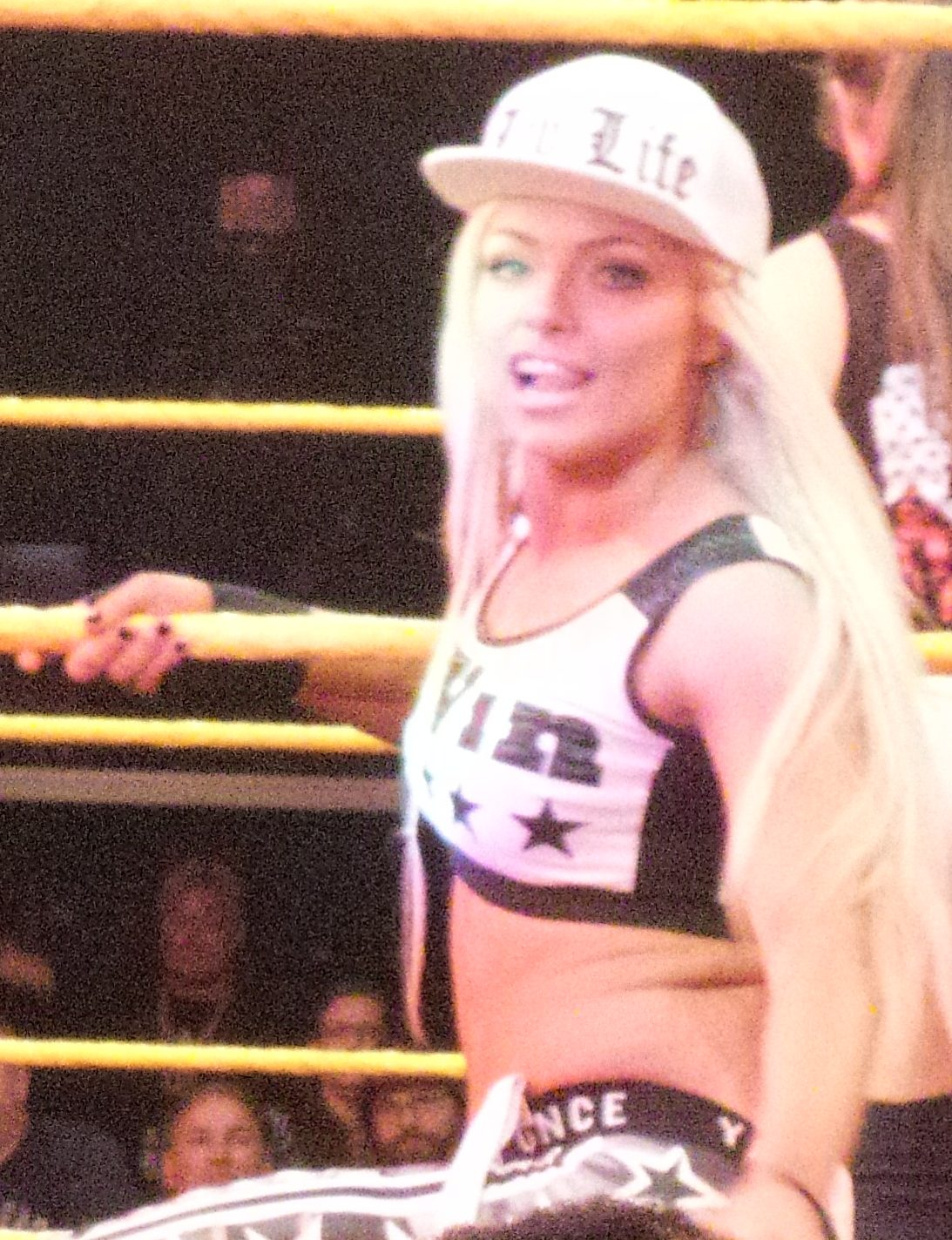
مورگان در طی یک رویداد ان.اکس.تی در سال ۲۰۱۷

در سال ۲۰۱۴، پس از کشف کردن او در باشگاه جو دیفرانکو در ویکاف، نیوجرسی، ددیو در اکتبر ۲۰۱۴ یک قرارداد با کمپانی دبلودبلیوای امضاء کرد، که به مرکز تمرینات دبلیودبلیوای در برند پایه ان.اکس.تی اختصاص داده شد. اولین ظهور تلویزیونی او در رویداد ان.اکس.تی تیک اور رایول به تاریخ ۱۱ فوریه ۲۰۱۵ بود، که به عنوان یک کشتی گیر در جایگاه تماشاچیان حضور داشت، که در هنگام ورود تایلر بریز به رینگ روی کمرش پرید. او سپس باری دیگر در تاریخ ۲۰ می در ان.اکس.تی تیک اور آنستاپبل ظاهر شد، و دوباره بخشی از ورودی تایلز بریز بود. در اکتبر ۲۰۱۵، او مدت کوتاهی با تحت نام مارلی شروع به کار کرد، او در تاریخ ۴ نوامبر در قسمتی از شوی ان.اکس.تی دیبیو خود را انجام میدهد، که او به عنوان یک کشتی گیر تازه وارد و جابر در مقابل ایوا ماری تن به شکست میدهد.
در قسمتی از شوی ان.اکس.تی به تاریخ ۲ دسامبر، ددیو برمیگردد و اینبار با تحت نام لیو مورگان به فعالیت میپردازد، و مقابل کشتی گیر دیگر به اسم اِما شکست میخورد. در ۱۳، ژانویه سال ۲۰۱۶، در قسمتی از شوی ان.اکس.تی، مورگان در یک بتل رویال برای تایین حریف بیلی برای کمربند قهرمانی زنان ان.اکس.تی شرکت میکند، که در آن مسابقه کارملا برنده میشود. در تاریخ ۱۷ اوت در قسمتی از شوی ان.اکس.تی، او در یک مسابقه تیمی تگ تیم شش نفره شرکت کرد، او همراه با کارملا و نیکی کراس، موفق به شکست داریا بریناتو، مندی رز و الکسا بلیس شدند. در ۳۱ آگوست در قسمتی از شوی ان.اکس.تی، مورگان اولین برد تلویزیونی خود در یک مسابقه تک نفره را بدست آورد، او موفق به شکست الیاه شد. در ۱۴ سپتامبر در قسمتی از شوی ان.اکس.تی، مورگان در رقابتی موفق به شکست ریچل فازیو با سابمیشن شد، و قهرمان زنان ان.اکس.تی آسکا را به چالش کشید، با این حال، هفته بعد مورگان توسط آسکا در کمتر از یک دقیقه شکست خورد، و بعد از آن رقابت با گروه د آیکانیک دوئو ( بیلی کی و پیتون رویس ) آغاز کرد، هر دو زن پس از مسابقه او با او روبرو شدند، که منجر به رقابت بین مورگان و بیلی کی در دو هفته بعد شد، که کی بعد از دخالت رویس پیروز شد. در ۲۶ اکتبر در قسمتی از شوی ان.اکس.تی، او هنگام مسابقه کی و الیاه وارد میشود و به پیتون رویس حمله میکند، که باعث حواس پرتی بیلی کی می‌شود که این حواس پرتی به الیاه اجازه داد که بیلی کی را شکست دهد. در ۱۶ نوامبر در قسمتی از شوی ان.اکس.تی مورگان به مصاف رویس میرود، که پس از دخالت بیلی کی مسابقه دیس کوالیفیکیشن میشود، و به مورگان و علیا حمله میکنند تا زمانی که امبرمون به کمک آنها میاید. در ۲۳ نوامبر در قسمتی از شوی ان.اکس.تی، این سه نفر در یک بازی تگ تیم ۶ نفری در برابر کی، رویس و داریا بریناتو به مصاف هم رفتند، که با پیروزی تیم مورگان به پایان رسید.

#### گروه رایت اسکواد (۲۰۱۷–۲۰۱۹)

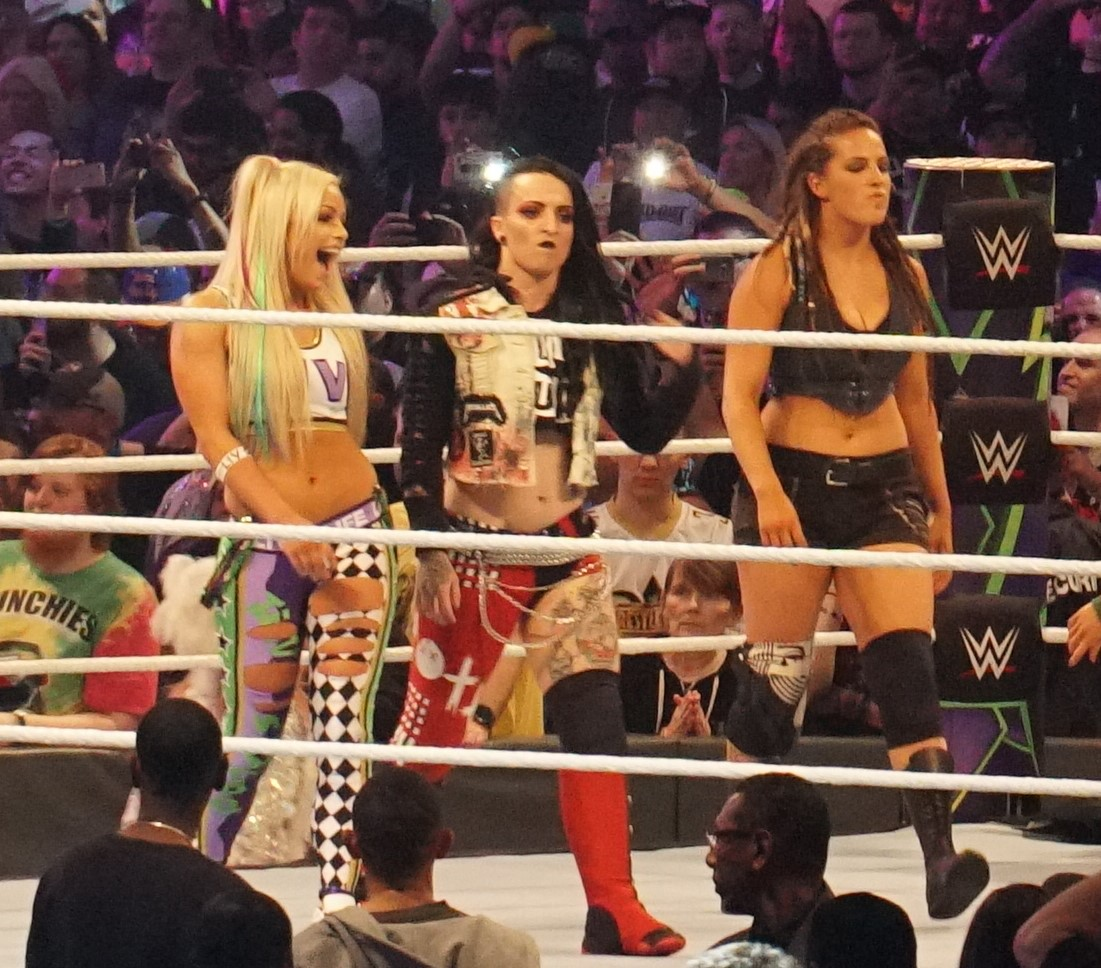
مورگان (سمت چپ) همراه با اعضای دیگر گروه رایت اسکواد، روبی رایت (وسط) سارا لوگان (راست) در رسلمینیا ۳۴

در ۲۱ نوامبر ۲۰۱۷، در قسمتی از شوی اسمکداون لایو، مورگان دیبیو خود را در راستر اصلی همراه با روبی رایت و سارا لوگان انجام میدهد، آنها در بک استیج به نیومی و بکی لینچ حمله میکنند، آنها در این روند خود را به عنوان شخصیت هیل نشان دادند. در همان شب، آنها مسابقه قهرمان زنان اسمکداون شارلت فلیر و ناتالیا را قطع میکنند، و به هر دو آنها حمله میکنند. هفته بعد در اسمکداون لایو این گروه سه گانه، خود را "رایت اسکواد" معرفی کردند و در مسابقه ای سیکس وومن تگ موفق به شکست شارلت فلیر، ناتالیا و نیومی شدند تا در دیبیو خود در رینگ راستر اصلی پیروز شوند. در ۲۸ ژانویه ۲۰۱۸ مورگان در اولین مسابقه رویال رامبل تاریخ زنان در پی پر ویو رویال رامبل شرکت کرد و به عنوان نفر یازدهم وارد شد، اما سپس توسط میشل مککول حذف شد. مورگان در رسلمینیا ۳۴ برای اولین بار در رسلمینیا حضور یافت، او در مسابقه بتل رویال ۲۰ نفره زنان رسلمینیا شرکت کرد، اما در پیروزی ناکام ماند.

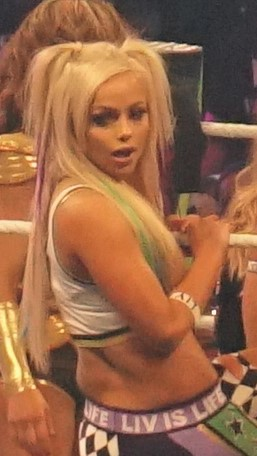
مورگان در رسلمینیا ۳۴

در تاریخ ۱۶ آوریل، تیم رایت اسکواد طی شیک آپ کشتی گیران ۲۰۱۸ به برند راو درفت شد، و در ادامه باعث شد در مسابقه بین بیلی و ساشا بنکس دخالت کنند و آنها را کتک بزنند تا مسابقه بدون هیچ برنده ای به پایان برسد. در روز ۲۴ سپتامبر در قسمتی از شوی راو، مورگان به طور کاملاً واقعی با ضربه ای که توسط بری بلا در رینگ دریافت میکند بیهوش میشود، زمانی که بری بلا درحال زدن یس کیک های خودش به مورگان بود با زدن دو ضربه به صورت مورگان باعث شد تا مورگان از هوش برود، قبل از آنکه مورگان از مسابقه خارج شود توانست مدتی خیلی کوتاهی در رینگ ادامه دهد. در همان ۲۴ سپتامبر پزشکان دبلودبلیوای احتمال ضربه مغزی شدن مورگان را دادند و رسیدن او به مسابقه تیم رایت اسکواد مقابل راندا روزی و خواهران بلا در پی پر ویو سوپر شو داون در هاله ای از ابهام قرار گرفت اما مورگان به آن مسابقه رسید و رایت اسکواد مسابقه را باخت. سپس در اولین پر پر ویو کشتی تاریخ زنان یعنی اوولوشن ،گروه رایت اسکواد به مصاف ناتالیا، بیلی و ساشا بکس میروند اما شکست میخورند. در ۲۷ ژانویه ۲۰۱۹، مورگان در مسابقه رویال رامبل زنان شرکت کرد، و به عنوام نفر چهارم وارد رقابت شد، او به اولین حذف شده این ترنمنت تبدیل شد و تنها ۸ ثانیه در رینگ دوام آورد که رکورد کوتاه ترین زمان حضور در رینگ در رویال رامبل زنان بود. در ۱۷ فوریه مورگان و لوگان در یک مسابقه سیکس وومن تگ تیم در قفس المنیشن برای بدست آوردن کمربند های تگ تیم زنان در روز افتتاحیه این کمربند در پی پر ویو المنیشن چمبر به رقابت پرداختند، که در نهایت آنها توسط نایا جکس و تامینا به عنوان تیم سوم حذف شدند. در ۷ آوریل مورگان در رسلمینیا ۳۵ در یک مسابقه بتل رویال زنان به رقابت پرداخت که درنهایت کارملا پیروز آن مسابقه شد.

#### جابه‌جایی برندی (۲۰۱۹–۲۰۲۰)

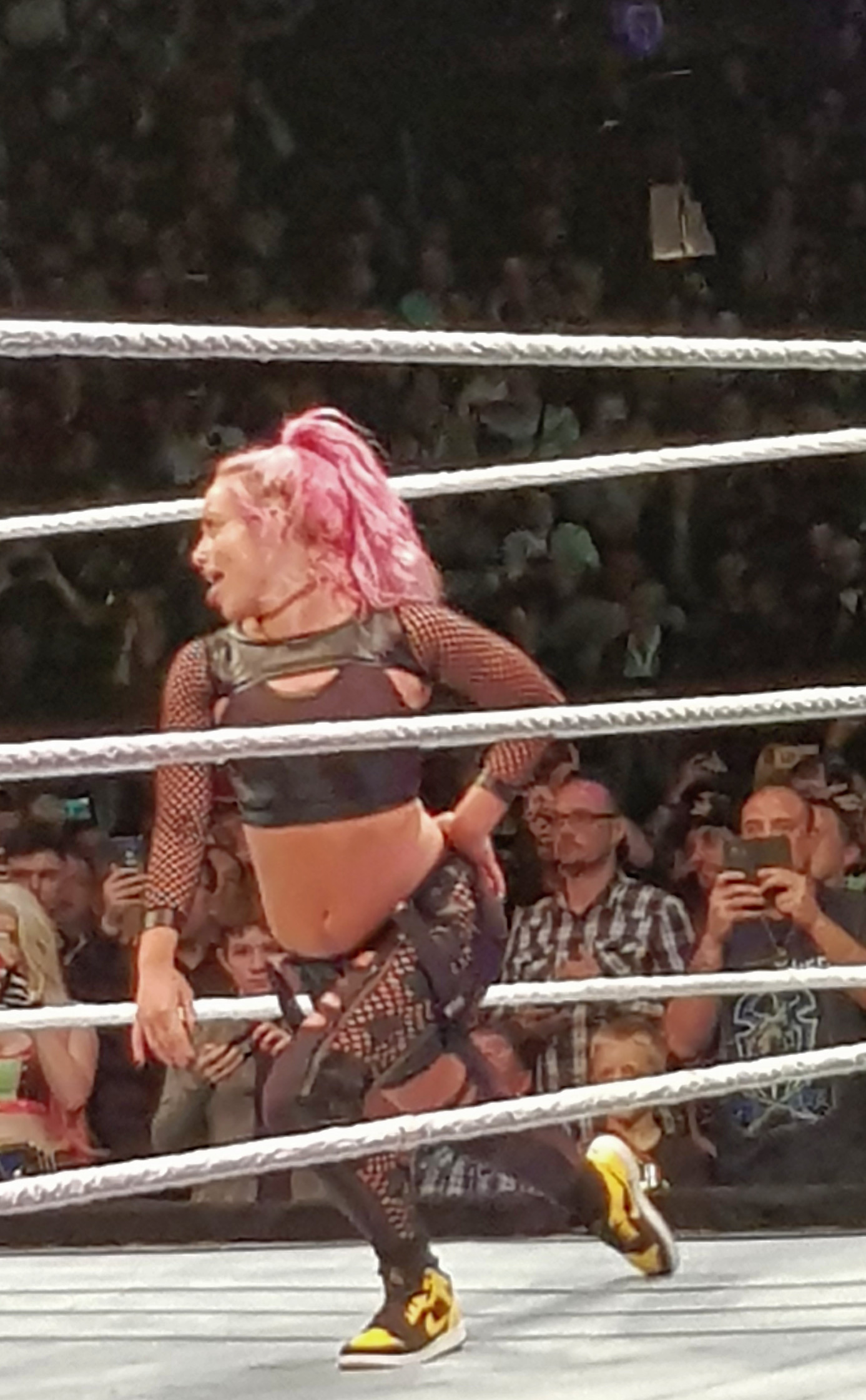
مورگان در ۲۰۱۹

در ۱۶ آوریل، در حین شیک آپ ۲۰۱۹ کشتی گیران، مورگان به برند اسمکداون لایو انتقال داده شد، در این روند او با انتقالش از گروه رایت اسکواد جدا شد. در ۱۶ جولای در قسمتی از شوی اسمکداون، هنگامی که با شارلت فلیر درگیر شد و مقابل او قرار گرفت در این روند به چهره فیس و دوست داشتنی تبدیل شد، مورگان نهایتاً مسابقه را همراه با سابمیشن باخت، این اولین مسابقه مورگان از زمان رسلمینیا ۳۵ بود که در ماه آپریل برگزار شده بود. مورگان پس از شکستی که از شارلت دریافت کرد گفت زمانی برمیگردد که به خود واقعی خود تبدیل شود.
در ۱۴ اکتبر در قسمتی از شوی راو، مورگان آخرین انتخاب درفت سال بود، که در این روند به برند راو بازگشت. در طول ماه دسامبر، وینیت های تبلیغاتی از بازگشت مورگان پخش شد. مورگان در تاریخ ۳۰ دسامبر در قسمتی از شوی، طول استوری لاین عروسی بابی لشلی و لانا بازگشت و عروسی را متوقف کرد و عشق خود به لانا را اعتراف کرد. پس از آنکه لانا متعاقباً به او حمله کرد، مورگان با روسف همکاری کرد، که در آن زمان روسف فیودی با بابی لشلی و لانا داشت. در تاریخ ۲۷ ژانویه در قسمتی از شوی راو، مورگان با شکست دادن لانا به اولین بردش در یک مسابقه سینگل بعد از دورانش در ان.اکس.تی دست یافت، یک هفته بعد باری دیگر لیو موفق به شکست لانا شد. بعد از تمام شدن فیود او با لانا، مورگان فیودی با رهبر سابق خود در گروه رایت اسکواد روبی رایت آغاز میکند، زمانی که روبی رایت بعد از بازگشت به رینگ به او حمله میکند. در ۲ مارس در قسمتی از شوی راو، مورگان روبی رایت را با داوری مخصوص سارا لوگان شکست میدهد. در المنیشن چمبر به تاریخ ۸ مارس، مورگان وارد دومین مسابقه المنیشن چمبر خود شد، درحالی که او توسط برنده نهایی مسابقه یعنی شینا بیزلر حذف شد. در پری شوی رسلمینیا ۳۶، مورگان ناتالیا را در یک مسابقه تک به تک شکست داد. بعد از رسلمینیا، مورگان به فیود خود با روبی رایت ادامه داد و در قسمت های ۲۰ و ۲۷ آوریل به ترتیب او را شکست داد. او بعداً در یک مسابقه سخت به مصاف قهرمان زنان ان.اکس.تی شارلوت فلیر، و بعد به مصاف ناتالیا رفت که در هر دو مسابقه در کسب پیروزی ناموفق بود. این آخرین مسابقه او به عنوان یک کشتی گیر انفرادی بود

#### بازگشت رایت اسکواد با روبی رایت (۲۰۲۰–۲۰۲۱)
در تاریخ ۲۲ ژوئن در یکی از قسمت های شوی راو، بعد از باخت مورگان به ناتالیا، روبی رایت اقدام به دلداری دادن به مورگان بعد از باختش میکند، که مورگان رایت را رد میکند. در ۳ آگوست در قسمتی از شوی راو، رایت از مورگان درخواست میکند تا دوباره رایت اسکواد را از نو بسازند، که آیکانیکز صحبت های آن ها را قطع و شروع به مسخره کردن آنها میکنند که منجر به یک مسابقه تیمی میشود که مورگان و رایت آیکانیکز را شکست میدهند. در پیبک، مورگان و رایت آیکانیکز را شکست میدهند و باری دیگر شب بعد در راو، که در نهایت طبق شرط آیکانیکز از هم جدا شد. به عنوان بخشی از درفت ۲۰۲۰ در ماه اکتبر، مورگان و رایت هر دو به برند اسمکداون درفت شدند.
مورگان در طول اولین مسابقه خود بعد از درفت پیروز یک مسابقه فیتال فور وی شد تا در نهایت به تیم زنان اسمکداون در سروایور سریز اضافه شود. بعد از سروایور سریز، رایت و مورگان وارد یک استریک برد میشوند. آن ها سپس برای یک تایتل شات در شب اول رسلمینیا ۳۷ به چالش کشیده شدند اما در کسب پیروزی ناموفق بودند. در ۲ ژوئن ۲۰۲۱، قرارداد رایت با دبلیودبلیوای فسخ شد، و اینگونه رایت اسکواد برای دومین بار منهدم شد.

#### بازگشت به مسابقات انفرادی و قهرمانی زنان اسمکداون (۲۰۲۱–۲۰۲۳)
در ۴ ژوئن در قسمتی از شوی اسمکداون، مورگان به رقابت های انفرادی برگشت و در اولین تلاش خود مقابل کارملا قرار گرفت و شکست خورد. هفته بعد آنها یک ریمچ داشتند که در نهایت مورگان موفق به شکست کارملا شد و بعد تمرکز خود را بر قهرمانی کمربند زنان اسمکداون گذاشت. مورگان شروع به ایراد گرفتن از تصمیمات سونیا دویل کرد که کارملا و زلینا وگا بعد بازگشت وارد مسابقه مانی این د بنک زنان در مانی این د بنک شدند. او در مسابقات انفرادی موفق به شکست کارملا و زلینا وگا شد و سپس جای کارملا را در مسابقه مانی این د بنک گرفت اما نتوانست برنده مسابقه شود. در مانی این د بنک ۲۰۲۲، مورگان این بار در کسب کیف مانی این د بنک موفق بود و در همان شب هم بعد از مسابقه روندا رزی و ناتالیا، کیف را با موفقیت مقابل روندا کش کرد و برای اولین بار قهرمان کمربند زنان اسمکداون شد.

## فیلم شناسی
فیلم
| سال    | عنوان         | نقش | توضیحات |
| ------ | ------------- | --- | ------- |
| نامشخص | The Kill Room | اِما |         |

سریال 
| سال  | عنوان                         | نقش  | توضیحات                                                               |
| ---- | ----------------------------- | ---- | --------------------------------------------------------------------- |
| ۲۰۱۹ | Total Divas                   | خودش | مهمان: فصل ۴، قسمت ۹: "Clash of the Divas" حضور کامل (فصل ۹): ۱۰ قسمت |
| ۲۰۲۱ | Attack of the Show!           | خودش |                                                                       |
| ۲۰۲۲ | Chucky                        | خودش | فصل ۲، قسمت ۴: "مرگ بر انکار"                                         |
| ۲۰۲۳ | Jersey Shore: Family Vacation | خودش | قسمت: گونی ات را در سوراخ بنداز                                       |

## زندگی شخصی
ددیو یک تتو پشت گردنش خود دارد و آن تتو تاریخ ۱۷-۲۱-۱۱ است که به سه رنگ آبی، قرمز و سبز نوشته شده. او و دوستانش روبی رایت و سارا لوگان این تاریخ را تتو کردند، که زمان دیبیو آنها به راستر اصلی دبلودبلیوای و عشق آنها به یکدیگر را نشان میدهد.
ددیو قبلاً دوست دختر انزو آموره کشتی گیر سابق دبلودبلیوای بود. زمانی که ددیو در برند ان.اکس.تی فعالیت میکرد با انزو آموره قرار میگذاشت، تا زمانی که ددیو یک روز به صفحه توییتر خود رفت و در توییتی گفت میدانم که دیگر سینگل هستم و دیگر کسی نمی‌تواند به من خیانت کند. ددیو بعد از آن با کشتی گیر دیگری به اسم تایلر بیت دوست شد، اما این رابطه خیلی کوتاه بود و تایلر بیت با دختری دیگر وارد رابطه شد.
در نوامبر ۲۰۲۰، ددیو با یک اسکرین شات در توییتر تایید کرد او دوره ای را در آموزشگاه املاک و مستغلات د باب هوگ گذرانده تا تبدیل به یک مشاور املاک شود. در فوریه ۲۰۲۱، مشخص شد ددیو یک بیزنس خوانوادگی املاک همراه با کشتی گیر سابق دبلیودبلیوای بودالاس برای زندگی بعد از کشتی شروع کرده.ددیو گفت که دوست دارد با انزو آموره دوباره وارد رابطه شود.

## سایر رسانه‌ها
ددیو برای اولین بار در بازی دبلیودبلیوئی ۲کی۱۹ به عنوان یک شخصیت قابل بازی وارد بازی های ویدیویی شد. او سپس به ترتیب وارد بازی های دبلیودبلیوئی ۲کی۲۰،دبلیودبلیوای ۲کی بتلگراند، و دبلیودبلیوای ۲کی۲۲ شد. در ۳ سپتامبر ۲۰۲۰، مورگان چنل یوتیوب خود را راه اندازی کرد.

## افتخارات و دستاوردها
- پرو رسلینگ ایلوستریتد
  - قرارگیری در رنک شماره ۴۹ از ۱۰۰ کشتی‌گیر زن برتر در سال ۲۰۱۸.[۶۶]
  - قرارگیری در رنک شماره ۶۳ از ۱۰۰ کشتی‌گیر زن برتر در سال ۲۰۱۹.[۶۷]
  - قرارگیری در رنک شماره ۸۴ از ۱۰۰ کشتی‌گیر زن برتر در سال ۲۰۲۰[۶۸]
  - قرارگیری در رنک شماره ۱۳۷ از ۱۵۰ کشتی‌گیر زن برتر در سال ۲۰۲۰[۶۹]
- دبلیودبلیوای
  - قهرمانی زنان اسمکداون ۱ بار)[۷۰]
  - قهرمان سنگین وزن زنان ۱بار)
  - قهرمانی تگ تیم زنان دبلیو دبلیو ای (2 بار) - به همراه راکل رودریگز[۷۱]
  - مانی این د بنک زنان(۲۰۲۲)[۷۲]